# Pomiary Automatyka Komputery w Gospodarce i Ochronie Środowiska
Pomiary Automatyka Komputery w Gospodarce i Ochronie Środowiska (PAKGOŚ) – kwartalnik naukowo-techniczny wspomagający transfer wiedzy naukowej do przemysłu. W czasopiśmie czytelnik może znaleźć artykuły dotyczące techniki pomiarowej, automatyzacji i komputeryzacji ukierunkowanej na rozwiązywanie problemów w kontekście zanieczyszczenia środowiska. Wydawany w latach 2008–2011.
Od 2011 roku czasopismo ukazuje się pod nazwą Informatyka, Automatyka, Pomiary w Gospodarce i Ochronie Środowiska (IAPGOŚ).